# Ophiobyrsa compensata
Ophiobyrsa compensata is een slangster uit de familie Ophiomyxidae.
De wetenschappelijke naam van de soort werd in 1930 gepubliceerd door René Koehler.